# Strażnica WOP Ustrzyki Górne
Strażnica Wojsk Ochrony Pogranicza Ustrzyki Górne – zlikwidowany podstawowy pododdział graniczny Wojsk Ochrony Pogranicza pełniący służbę graniczną na granicy polsko-radzieckiej.

Strażnica Straży Granicznej w Ustrzykach Górnych – zlikwidowana graniczna jednostka organizacyjna Straży Granicznej realizująca zadania bezpośrednio w ochronie granicy państwowej z Ukrainą.

## Formowanie i zmiany organizacyjne
Strażnica została sformowana w 1945 w strukturze 37 komendy odcinka jako 168 strażnica WOP (Ustrzyki Górne) o stanie 56 żołnierzy. Kierownictwo strażnicy stanowili: komendant strażnicy, zastępca komendanta do spraw polityczno-wychowawczych i zastępca do spraw zwiadu. Strażnica składała się z dwóch drużyn strzeleckich, drużyny fizylierów, drużyny łączności i gospodarczej. Etat przewidywał także instruktora do tresury psów służbowych oraz instruktora sanitarnego.
W 1947 strażnicę WOP Ustrzyki Górne wyłączono spod 8 Rzeszowskiego Oddziału WOP.
W związku z reorganizacją oddziałów WOP, 24 kwietnia 1948 251 strażnica OP Ustrzyki Górne została włączona w struktury 35 batalionu Ochrony Pogranicza w Baligrodzie, a po jego rozformowaniu 1 stycznia 1951 263 batalionu WOP w Ustrzykach Dolnych.
Od 15 marca 1954 wprowadzono nową numerację strażnic. Strażnica III kategorii otrzymała numer 167 w skali kraju. Także 168 strażnica WOP stacjonowała w Ustrzykach Górnych.
Straż Graniczna:
Strażnica Straży Granicznej w Ustrzykach Górnych (Strażnica SG w Ustrzykach Górnych) 6 listopada 2000 została włączona do systemu ochrony granicy państwowej w strukturach Bieszczadzkiego Oddziału Straży Granicznej w Przemyślu. Natomiast 10 listopada 2000 w Ustrzykach Górnych, w obecności ministra Spraw Wewnętrznych i Administracji Marka Biernackiego, Komendanta Głównego SG gen. bryg. Marka Bieńkowskiego odbyło się oficjalnie otwarcie nowo wybudowanej strażnicy SG w Ustrzykach Górnych.
W 2002, Strażnica SG w Ustrzykach Górnych miała status strażnicy SG I kategorii.
Jako Strażnica Straży Granicznej w Ustrzykach Górnych funkcjonowała do 23 sierpnia 2005 i 24 sierpnia 2005 Ustawą z 22 kwietnia 2005 O zmianie ustawy o Straży Granicznej... została przekształcona na Placówkę Straży Granicznej w Ustrzykach Górnych (PSG w Ustrzykach Górnych).

## Ochrona granicy
Straż Graniczna:

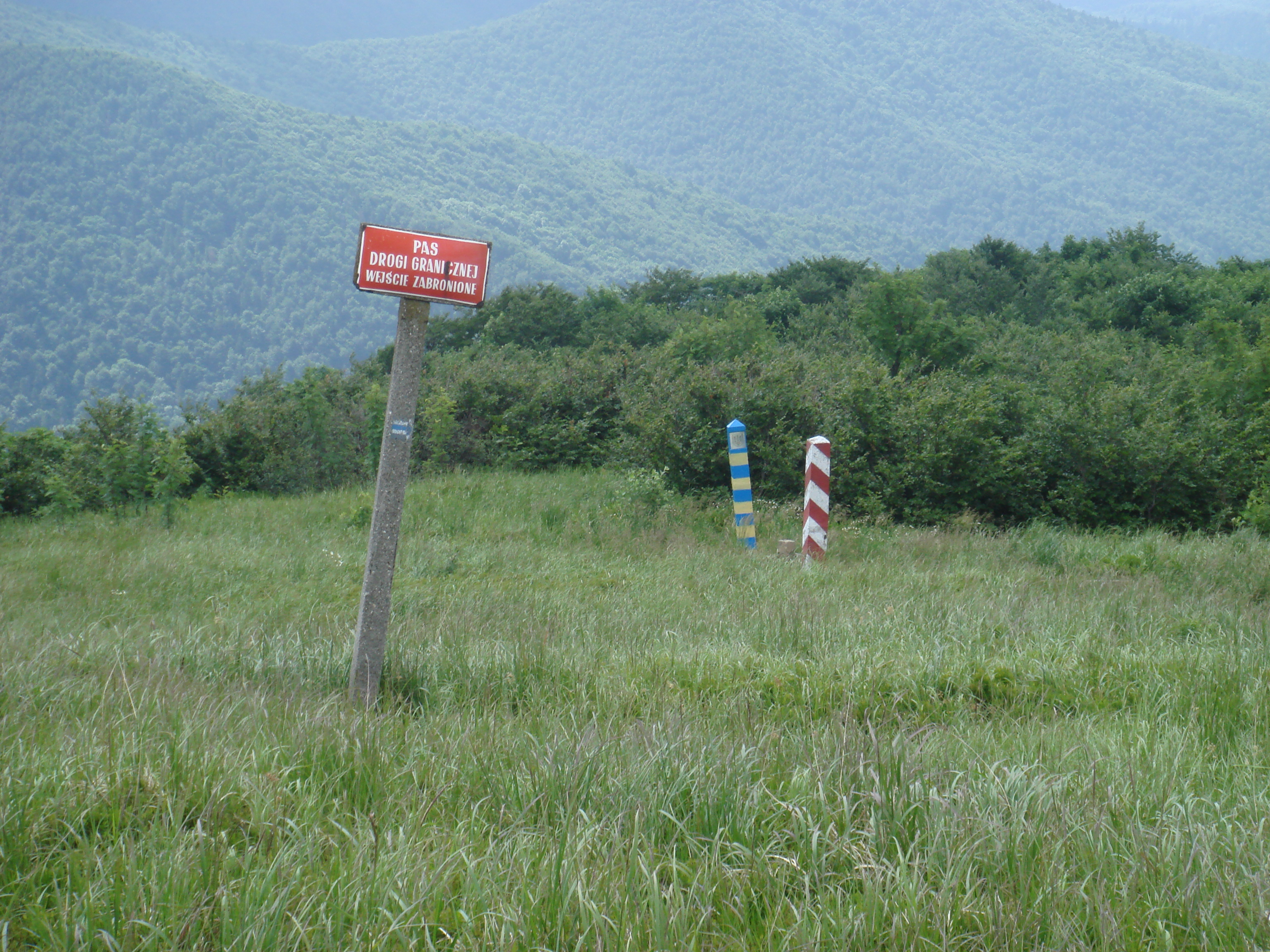
Granica polsko-ukraińska pod Wielką Rawką (lipiec 2008)

Strażnica SG w Ustrzykach Górnych przejęła południowo-wschodnią część ochranianego odcinka granicy państwowej po zlikwidowanej strażnicy SG w Lutowiskach, a tym samym został zlikwidowany najdłuższy odcinek granicy ochraniany przez pojedynczą graniczną jednostkę organizacyjną SG.

## Strażnice sąsiednie
- 167 strażnica WOP Bukowiec ⇔ 169 strażnica WOP Wetlina – 1946
- 251 strażnica OP Stuposiany ⇔ 253 strażnica OP Ustrzyki Górne – 1949

Straż Graniczna:
- Strażnica SG w Lutowiskach ⇔ Strażnica SG w Wetlinie – 6.11.2000[5]
- Strażnica SG w Stuposianach ⇔ Strażnica SG w Wetlinie – 23.10.2002[5].

## Komendanci/dowódcy strażnicy
- por. Marian Pelc (był w 1951).